# The Little Death
The Little Death (O Outro Lado do Sexo (título em Portugal) ou A Pequena Morte (título no Brasil)) é um filme de comédia australiano realizado por Josh Lawson. Estreou-se nos cinemas da Austrália a 25 de setembro de 2014, em Portugal a 17 de setembro e em Angola a 25 de setembro de 2015.

## Elenco
- Bojana Novakovic como Maeve
- Damon Herriman como Dan
- Josh Lawson como Paul
- Kate Box como Rowena
- T.J. Power como Sam
- Stephanie May como Mourner
- Ben Lawson como Glenn
- Patrick Brammall como Richard
- Kate Mulvany como Evie
- Lachy Hulme como Kim
- Erin James como Monica

## Recepção

### Reconhecimentos
| Prémios                           | Categorias                              | Destinatários e nomeados | Resultado |
| --------------------------------- | --------------------------------------- | ------------------------ | --------- |
| Australian Film Institute Awards  | Melhor ator                             | Damon Herriman           | Indicado  |
| Australian Film Institute Awards  | Melhor atriz                            | Kate Box                 | Indicado  |
| Australian Film Institute Awards  | Melhor ator secundário                  | Patrick Brammall         | Indicado  |
| Australian Film Institute Awards  | Melhor ator secundário                  | TJ Power                 | Indicado  |
| Australian Film Institute Awards  | Melhor atriz secundária                 | Erin James               | Indicado  |
| Australian Film Institute Awards  | Melhor atriz secundária                 | Kate Mulvany             | Indicado  |
| Australian Screen Editors         | Melhor montagem de longa-metragem       | Christian Gazal          | Indicado  |
| South by Southwest                | Prémio do Público - Narrativa Spotlight | Josh Lawson              | Venceu    |
| Festival de Cinema de Tessalónica | Prémio do Público - Horizontes Abertos  | Josh Lawson              | Venceu    |